# RK Petason Vranjic
RK Petason Vranjic je ženski rukometni klub iz Vranjica. Nastupao je pod nazivima "RK Salonaštit Vranjic" (2003./04.) i "Brodosplit Inženjering Vranjic" (2004./05.).
Svoje domaće utakmice klub igra u dvorani "Bilankuša" u Solinu.
Boje kluba:
- majica: plava
- hlače: žute
- vratarska majica: crna

## Poznate igračice
Poznate igračice koje su nastupile za ovaj klub su: vratarka Ljerka Krajnović, krilna igračica Antonela Pensa, vanjska igračica Nataša Kolega, vanjska igračica Klaudija Bubalo, vanjska igračica Marija Hrgović, vanjska igračica Petra Vrdoljak, pivotica Ana Grčić, vratarka Marija Borozan, vanjska igračica Irena Džeko, vanjska igračica Anđa Marić-Bilobrk, vanjska igračica Vanda Milun, krilna igračica Ivona Đipalo, Ines Tadić, kadetske reprezentativke Irena Džeko, Kristina Šitum, Žana Živalj, Petra Vrdoljak

## Poznati treneri
- Vatromir Srhoj[2]
- Ante Božić[4]